# Ultraleichtfluggelände Oberrot

i7
i11
i13
Das Ultraleichtfluggelände Oberrot liegt in der Gemeinde Oberrot im Landkreis Schwäbisch Hall in Baden-Württemberg. Der Platzhalter und Betreiber ist der Ultraleicht Flugsportverein Oberrot e. V.

## Lage
Das Ultraleichtfluggelände liegt etwa 1,8 km westlich von Oberrot beim Weiler Glashofen. Naturräumlich liegt es in den Schwäbisch-Fränkischen Waldbergen.

## Flugbetrieb
Das Ultraleichtfluggelände besitzt eine Betriebsgenehmigung für Ultraleichtflugzeuge, fußstartfähige Ultraleichtflugzeuge und Motorschirme. Am Ultraleichtfluggelände und seiner Umgebung dürfen maximal fünf motorisierte Luftsportgeräte gleichzeitig aufgebaut und betrieben werden. Das Ultraleichtfluggelände ist mit einer 250 m langen und 25 m breiten Start- und Landebahn aus Gras (Richtung 09/27) ausgestattet.

## Geschichte
Das Ultraleichtfluggelände Oberrot wurde am 3. Juli 1997 genehmigt.